# Theodor Endres
Theodor Endres (* 25. September 1876 in Ansbach; † 19. Januar 1956 in Traunstein) war ein deutscher General der Artillerie sowie Kommandeur der 212. Infanterie-Division im Zweiten Weltkrieg.

## Leben

### Familie
Endres Vater war Senatspräsident. Er heiratete im Januar 1908 Anna Möser, mit der Endres ein Kind hatte. Nach ihrem Tod verheiratete Endres sich im Februar 1911 mit Erna Gaedke. Aus der Ehe gingen zwei Kinder hervor.

### Militärkarriere
Endres trat am 15. Juli 1897 nach dem Besuch eines Humanistischen Gymnasiums als Offiziersanwärter in das 1. Fußartillerie-Regiment „vakant Bothmer“ der Bayerischen Armee in München ein. Nach seiner Ernennung zum Fähnrich am 25. Januar 1898 wurde er vom 1. März 1898 bis 23. Januar 1899 an die Kriegsschule München kommandiert und am 10. März 1899 zum Leutnant befördert. Als solcher erfolgte seine Kommandierung vom 1. Oktober 1900 bis 12. April 1902 an die Artillerieschule. Am 5. März 1903 ernannte man Endres zum Adjutanten im II. Bataillon. Diese Stellung hatte er bis zum 10. September 1906 inne. Vom 1. Oktober 1907 bis 30. September 1910 absolvierte Endres die Kriegsakademie, die ihm die Qualifikation für den Generalstab und den Militär-Eisenbahndienst aussprach. Am 26. April 1909 wurde er zum Oberleutnant befördert. Im Oktober 1912 erfolgte seine Kommandierung in die Zentralstelle des Generalstabs in München und die Beförderung zum Hauptmann am 1. Oktober 1913. Dann erhielt Endres am 19. März 1914 die Ernennung zum Batteriechef im 2. Fußartillerie-Regiment und wurde nach Metz versetzt.
Bei Ausbruch des Ersten Weltkriegs kam er mit dem Regiment an die Westfront. Kurz darauf wurde er in den Stab des 2. Fußartillerie-Brigadekommandos versetzt. Vom 8. Januar 1915 bis 11. Januar 1916 übernahm er eine Batterie im 1. Fußartillerie-Regiment, kehrte in den Stab zurück und wurde am 23. Juli 1916 zum Ic im Generalstab der 6. Armee ernannt. Während seiner vom 27. Mai 1917 bis 7. April 1918 dauernden Tätigkeit als Lehrer am Führerkursus Sedan erhielt Endres am 5. September 1917 die Beförderung zum Major. Anschließend wurde er in das Kriegsministerium kommandiert und von 30. April bis 25. Juni 1918 als Ia im Stab der 9. Reserve-Division eingesetzt. In gleicher Funktion wechselte er am 25. Juni 1918 in die 5. Infanterie-Division und verblieb hier über das Kriegsende hinaus.
Anschließend erfolgte seine Übernahme in die Vorläufige Reichswehr und seine Weiterverwendung als Ia. Am 1. Oktober 1920 wurde er nach München in den Stab des Artillerieführers der 7. (Bayerische) Division versetzt und ab 1. Oktober 1922 als Ia seiner Division eingesetzt. Dort erhielt er die Beförderung zum Oberstleutnant am 5. Februar 1923. Ab 1. Oktober 1923 diente er ein Jahr als Dozent bei der Führergehilfenausbildung und übernahm dann das II. Bataillon des 2. (Preußisches) Artillerie-Regiment in Güstrow. Am 1. Februar 1927 erfolgte die Beförderung zum Oberst sowie am 1. Oktober 1927 seine Ernennung zum Chef des Stabes des Heereswaffenamtes im Reichswehrministerium in Berlin. Generalmajor (seit 1. Februar 1930) Endres wechselte am 1. November 1930 als Artillerieführer zur 3. Division und wurde am 30. September 1931 unter gleichzeitiger Beförderung zum Generalleutnant in den Ruhestand verabschiedet.
Kurz vor dem Beginn des Zweiten Weltkriegs wurde Endres am 26. August 1939 zum Heer der Wehrmacht reaktiviert und gleichzeitig zum Kommandeur der 212. Infanterie-Division ernannt. Die Division beschränkte sich zunächst auf die Grenzsicherung am Rhein und kam erstmals während des Westfeldzuges in Frankreich zum Einsatz. Nach Abschluss der dortigen Kampfhandlungen verblieb der Verband an der Kanalküste und verlegte im November 1941 nach Russland, um am Krieg gegen die Sowjetunion teilzunehmen.
Am 1. Oktober 1943 erfolgte die Ablösung von seinem Kommando und die Versetzung in die Führerreserve. Dort wurde Endres am 1. Januar zum General der Artillerie befördert und am 31. Januar 1943 endgültig aus dem Militärdienst verabschiedet.

### Auszeichnungen
- Eisernes Kreuz (1914) II. und I. Klasse[2]
- Ritterkreuz des Königlichen Hausordens von Hohenzollern mit Schwertern[2]
- Bayerischer Militärverdienstorden III. Klasse mit Schwertern[2]
- Bayerisches Dienstauszeichnungskreuz II. Klasse[2]
- Ritterkreuz des Ordens der Württembergischen Krone mit Schwertern[2]
- Hanseatenkreuz Hamburg[2]
- Reußisches Ehrenkreuz II. Klasse mit Schwertern[2]
- Hanseatenkreuz Lübeck[2]
- Österreichisches Militärverdienstkreuz III. Klasse mit der Kriegsdekoration[2]
- Eiserner Halbmond[2]
- Spange zum Eisernen Kreuz II. und I. Klasse
- Ritterkreuz des Eisernen Kreuzes am 13. Juli 1940[3]